# Хойдаль, Хёгни
Хёгни Карстен Хойдаль (фар. Høgni Karsten Hoydal; родился 28 марта 1966 года) — фарерский политик левого толка. В настоящее время занимает пост заместителя премьер-министра Фарерских островов и министра иностранных дел и торговли. С 1998 года он является лидером партии «Республика».

## Биография

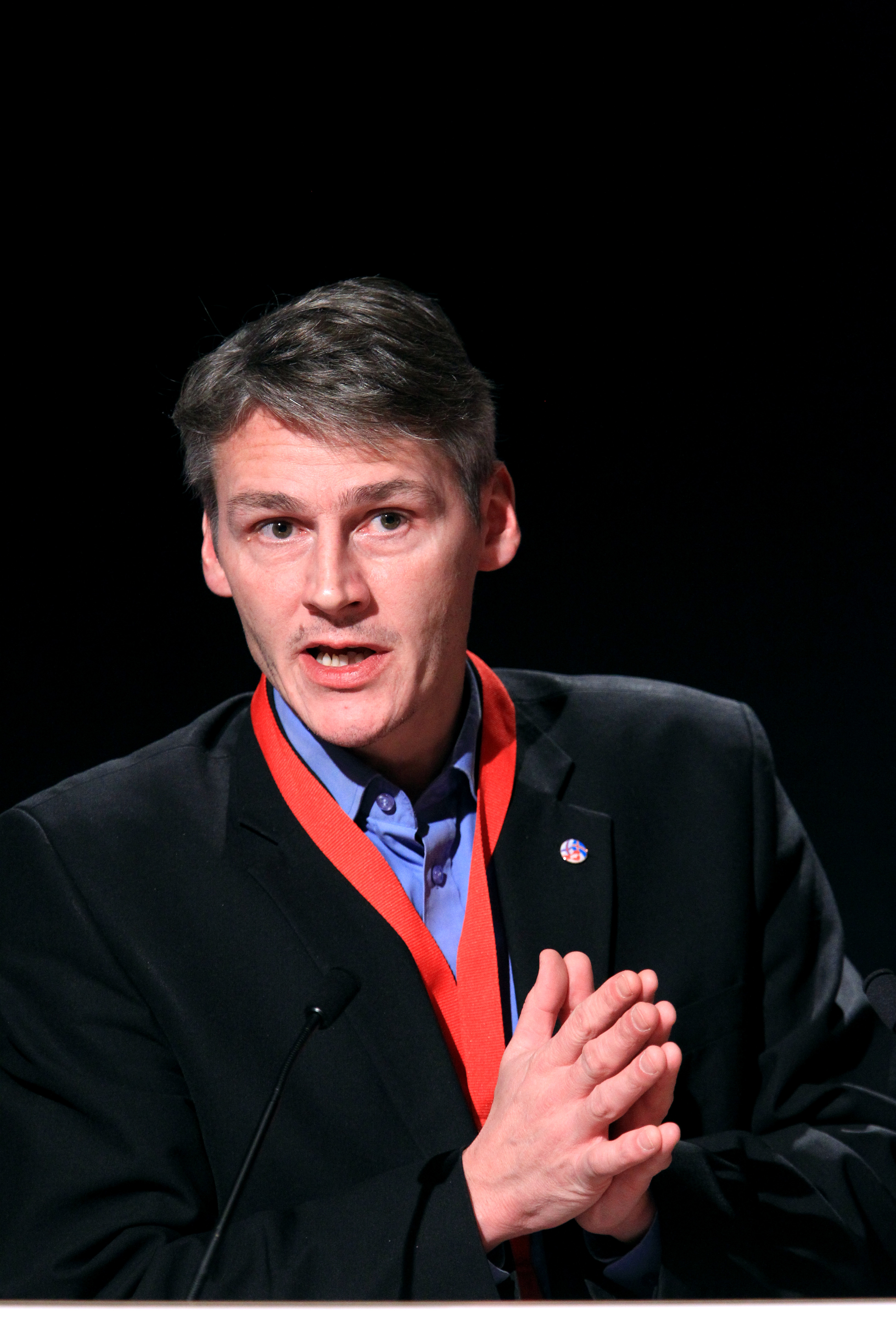
Хёгни Хойдаль в 2010 году

Хёгни Хойдаль в течение нескольких лет был репортёром национального телеканала Фарерских островов Kringvarp Føroya до своего избрания в парламент Фарерских островов в 1998 году.
Под началом Хёгни Хойдаля партии «Республика» удвоила своё представительство в парламенте до на выборах 1998 года и вошла в правительство, что отвечало настроениям общественного мнения того времени. Хёгни Хойдаль стал министром юстиции и заместителем премьер-министра.
Коалиция осталась у власти после парламентских выборов 2002 года и привлекла в свой состав еще одну политическую партию. Однако 5 декабря 2003 года эта коалиция распалась, и были проведены новые выборы. После этих выборов была сформирована ещё одна коалиция, оставившая «Республику» в оппозиции.
В 2008 году Хойдаль занял пост министра иностранных дел. Правительственная коалиция партии «Республика», Народной партии и Партии независимости согласовала дорожную карту на пути к независимости и начала переговоры с правительством Дании. Однако переговоры сорвались, и коалиция Фарерских островов пошла по пути большей автономии, взяв на себя ответственность за вопросы, ранее решавшиеся Данией.
В 2001 году он был избран одним из двух представителей Фарерских островов в датский Фолькетинг. Он был переизбран в 2005 году и снова в 2007 году; но на выборах 2011 года проиграл единственное место партии в Фолькетинге Сьюдуру Сколе от Социал-демократической партии.

## Должности
- 1998 — член парламента Фарерских островов (Лёгтинга)
- 16 мая 1998 — 5 сентября 2003 — министр юстиции и заместитель премьер-министра
- 5 февраля — 15 сентября 2008 — министр иностранных дел во втором кабинете министров Йоаннеса Эйдесгора.
- 2001—2011 — депутат датского парламента (Фолькетинга), за исключением периодов, когда он был министром
- 2015 — министр рыболовства